# Erich Hoyer (Geistlicher)
Erich Hoyer  (* 17. November 1880 in Brake; † 30. August 1943 in Isenhagen) war evangelisch-lutherischer Pastor in Oldenburg und Isenhagen.

## Leben
Erich Hoyer studierte 1901–1905 in Halle und Greifswald. Am 16. Januar 1910 wurde er in Oldenburg zum Pastor ordiniert. Nach Pfarrstellen in Ahrensbök (Fürstentum Lübeck) und Ickern (Kreis Dortmund) war er seit 1918 als Pastor an St. Lamberti in Oldenburg tätig. Er ist Angehöriger des 1834 gegründeten Oldenburgischen Generalpredigervereins. Er engagierte sich in der Jugendmusikbewegung und für die Erneuerung des evangelischen Gottesdienstes. Als Liturgiker wirkte Hoyer weit über die Stadtgrenzen Oldenburgs hinaus und setzt sich für die liturgische Erneuerung ein. Zusammen mit seinem Organisten Otto Wissig war er 1925 Gründungsmitglied der Liturgischen Konferenz Niedersachsens, deren erster Geschäftsführer er war.
1932 war er nur wenige Monate vor der Machtergreifung durch die Nationalsozialisten maßgeblich an der Organisation einer Vortragsveranstaltung des schwarz-afrikanischen Pfarrers Robert Kwami in der Lambertikirche in Oldenburg beteiligt. Die bereits in Oldenburg regierenden Nationalsozialisten und insbesondere der amtierende Ministerpräsident von Oldenburg und Gauleiter von Weser-Ems Carl Röver wetterten mit rassistischen Tiraden gegen Kwami und die für den 20. September 1932 geplante Veranstaltung. Die NSDAP forderte vom Oldenburger Staatsministerium die Verhinderung des Auftritts des afrikanischen Pastors. Daraufhin wandte sich Pastor Hoyer in einem offenen Brief an den amtierenden Ministerpräsidenten von Oldenburg und verwahrte sich gegen die öffentlichen Angriffe. Als Initiator der Veranstaltung sah sich Hoyer persönlich angegriffen: „Ich fordere Sie […] auf, die Worte, die eine Bedrohung von Sicherheit und Leben eines pflichtgemäß handelnden oldenburgischen Staatsbürgers enthalten, mit dem klaren Ausdruck des Bedauerns zurückzunehmen.“ Der Brief wurde an 35 Regionalzeitungen verschickt. Die sogenannte „Kwami-Affäre“ wurde so nicht nur zum reichsweiten Politikum, auch in der englischen und niederländischen Presse sorgten die Vorfälle für Aufsehen.
Empört über das Verhalten der Landesregierung und die Einmischung der NSDAP in kirchliche Angelegenheiten, legte der Generalpredigerverein, die Standesvertretung der Pfarrerschaft, eine Thesenreihe zu Christentum und Rassenlehre vor, die überregional Beachtung fand. Sie wurde zum Präludium des Kirchenkampfes.
Zwei Jahre nach der „Kwami-Affäre“ wurde Hoyer 1934 zum Pastor der Evangelisch-lutherischen Landeskirche Hannovers ernannt. Im selben Jahr trat er die Pfarrstelle in Isenhagen bei Hankensbüttel an. Seit 1935 war er zudem Leiter des Liturgischen Seminars bis zu dessen Liquidierung 1939. und zwar im dortigen ehemaligen Landratsamt, das man vom Staat anmietete. Die Gründung dieser Liturgischen Schule hatte Hoyer maßgeblich in langen Verhandlungen mit „Vertretern der Landeskirchen von Hannover, Schleswig-Holstein, Hamburg, den beiden Mecklenburg, Braunschweig, Oldenburg und Eutin unter Leitung des Herrn Landesbischofs Abt D. Marahrens in Lüneburg mit Vorstandsmitgliedern der Konferenz“ betrieben.
Hoyer war 1941 eine treibende Kraft, mit Liturgischen Konferenzen im Rheinland und in Westfalen eine Arbeitsgemeinschaft für eine gemeinsame liturgische Arbeit zu bilden.
Hoyer verstarb am 30. August 1943 nach längerer Krankheit in Isenhagen.

## Werke
- Das Leiden, Sterben und Auferstehen unseres Herrn Jesu Christi wie es uns der Evangelist Matthäus erzählt und wie es die gläubige Gemeinde feiert. 6 Passionsandachten, 1 Karfreitagsvesper, 1 Ostermette, [Viertes Heft der Liturgischen Konferenz Niedersachsens], Gütersloh 1927.
- Vier Festtagsmetten auf die großen Feste der christlichen Kirche. Weihnacht, Ostern, Himmelfahrt, Pfingsten [Fünftes Heft der Liturgischen Konferenz Niedersachsens], Gütersloh 1927.
- Acht Metten und Vespern. Zusammengestellt anläßlich der 2. Tagung der Liturgischen Konferenz Niedersachsens vom 1.-4. Oktober 1927 in Schwerin i. Mecklenburg, [Siebtes Heft der Liturgischen Konferenz Niedersachsens] Gütersloh 1927.
- Zwei Andachten zum Totensonntag. Der Tod, Die Toten [Achtes Heft der Liturgischen Konferenz Niedersachsens], Gütersloh 1927.
- 15 Feiern für den Weihnachtskreis. 1. Adventszeit, 2. Weihnachtszeit, 3. Epiphaniaszeit [Neuntes bis elftes Heft der Liturgischen Konferenz Niedersachsens], Gütersloh 1928.
- Metten und Vespern für Tagungen und Konferenzen [Vierzehntes Heft der Liturgischen Konferenz Niedersachsens], Kassel 1929.
- Unser evangelischer Gottesdienst, wie ihn die Reformation uns geschenkt hat[Lose Blätter der Liturgischen Konferenz für Niedersachsen, Nr. 1], Göttingen 1929.
- Kindergottesdienst und Gemeindegottesdienst in ihren liturgischen und gemeindlichen Beziehungen zueinander. Zugleich ein Beitrag zu den Fragen der Beziehungen zwischen Gottesdienst und christlichem Unterricht, gemeindlicher Seelsorge und liturgischer Methodik. (=16. Heft der Liturgischen Konferenz Niedersachsens). Vandenhoeck & Ruprecht, Göttingen 1931.
  - 2. Auflage: Vermehrt u. mit einer Nachlese versehen von Heinz Kloppenburg. Vandenhoeck & Ruprecht, Göttingen 1933.
- Gottesdienstliche Ordnungen. In Verbindung mit der Liturgischen Arbeitsgemeinschaft Hannovers herausgegeben von den Liturgischen Konferenzen Niedersachsens, Westfalens, am Rhein und Hessen. [17. Heft der Liturgischen Konferenz Niedersachsens], Göttingen 1932
- Zwölf Metten für Tagungen und Singwochen [19. Heft der Liturgischen Konferenz Niedersachsens], Göttingen 1931.
- Fest der Erscheinung des Herrn. In: Liturgische Entwürfe der Monatsschrift für Gottesdienst und kirchliche Kunst Nr. 38, Göttingen 1933.
- Kindergottesdienst und Gemeindegottesdienst in ihrem liturgischen und gemeindlichen Beziehungen zueinander. In: Der Kindergottesdienst 43 (1933), S. 80–91.
- Cantate-Feier. In: Liturgische Entwürfe der Monatsschrift für Gottesdienst und kirchliche Kunst Nr. 41, Göttingen 1934.
- Die liturgische Not der Gegenwart und ihre Überwindung [20. Heft der Liturgischen Konferenz Niedersachsens]. Göttingen 1934.
- Liturgisches Seminar für Niedersachsen. In: MGkK 39, Göttingen 1934, S. 238
- Unsere Gottesdienste. Aus dem Isenhagener Kirchenbuch. Kassel 1936.
- mit Otto Dietz: Das Kirchenbuch für die Gemeinde. Kassel 1940.